# Сого сёся
Сого сёся (яп. 総合商社 Со:го: сё:ся, «Всеобъемлющие торговые фирмы») — уникальное японское экономическое явление. Сого сёся называются универсальные торговые компании (конгломераты), охватывающие все отрасли экономики. Занимаются оптовой торговлей и продвижением товаров как в Японии, так и за её пределами. Помимо этого занимаются разработкой продукции, как правило совместно с производителями, и инвестициями в производство. Крупнейшими компаниями сого сёся являются (выручка за 2008 финансовый год): 
1. Mitsubishi Corporation — 23,103 трлн иен
2. Mitsui & Co. — 17,010 трлн иен
3. Itochu — 12,412 трлн иен
4. Sumitomo Corporation — 11,484 трлн иен
5. Marubeni — 10,632 трлн иен
6. Toyota Tsusho — 7,300 трлн иен
7. Sojitz — 7,710 трлн иен

## Деятельность
Деятельность компаний сого сёся сосредоточена на торговле. С одной стороны, они занимаются поставками сырья промышленным компаниям. С другой стороны, они занимаются продвижением готовой продукции, попутно участвуя в разработке товара и инвестициях в его производство. Услугами продвижения продукции как правило пользуются малые и средние компании при экспансии за рубеж, так как не располагают самостоятельно достаточными возможностями для этого. Однако, в последнее время наметилась тенденция постепенного отказа промышленных компаний в услугах компаний сого сёся в международной деятельности. Функция компаний сого сёся заключается в сведении к минимуму экономических рисков за счёт способности распределять риски, экономить на масштабе и эффективно использовать капитал. На компании сого сёся приходится половина экспорта Японии и две трети импорта.